# Kosmo (Magazin)
KOSMO ist ein österreichisches Monatsmagazin für Austro-Bosniaken, -Kroaten, -Montenegriner und -Serben. KOSMO erscheint seit Anfang 2009 im Twist Zeitschriften Verlag.
KOSMO (zu Deutsch „Wer sind wir?“) ist ein Gratis-Magazin und richtet sich sprachlich und inhaltlich an die 744.000 Austro-Bosniaken, -Kroaten, -Montenegriner und -Serben, die 9 % der österreichischen Gesamtbevölkerung ausmachen. Die monatliche Auflage beträgt 120.000 Stück. Der Vertrieb erfolgt über 14.500 Vertriebspartner, zu denen unter anderem Unternehmen wie die ÖBB und Zielpunkt und Organisationen wie die Einrichtungen der Stadt Wien zählen.
KOSMO sieht sich politisch und konfessionell unabhängig. Themenbereiche sind die österreichische Innenpolitik und Politik in den Ländern Serbien, Kroatien, Bosnien-Herzegowina und Montenegro, Wirtschaft, Aus- und Weiterbildung und Schule, Trends, Entertainment, Soziales und Arbeit, Sport und Freizeit sowie Kunst und Kultur. KOSMO versteht sich auch als Ratgeber für die interessierte österreichische Öffentlichkeit, daher steht auch jede Ausgabe online in deutschsprachiger Fassung zur Verfügung.